# Sân vận động Markaziy (Namangan)
Sân vận động Markaziy (tiếng Uzbek: Markaziy Stadioni) là một sân vận động đa năng ở Namangan, Uzbekistan. Sân hiện đang được sử dụng chủ yếu cho các trận đấu bóng đá. Sân vận động có sức chứa 22.000 người. Đây là sân nhà của Navbahor Namangan.